# Гренландская полярная акула

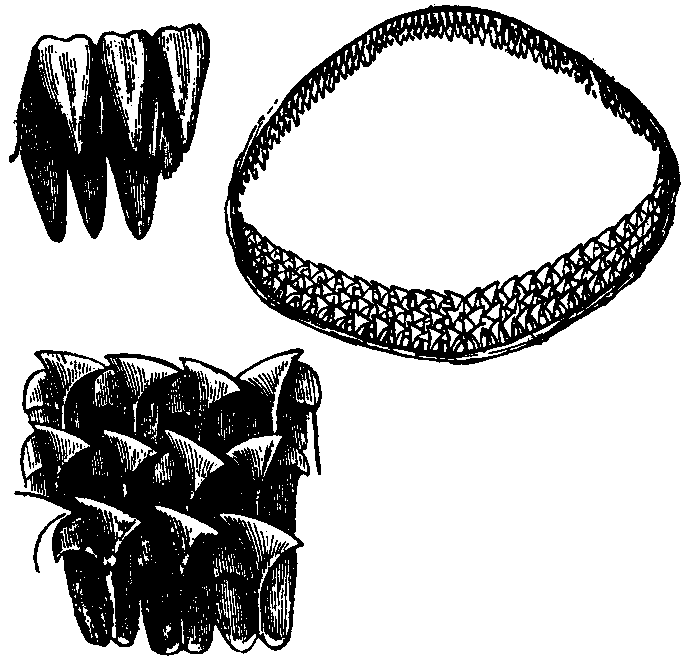
Зубы и челюсти гренландской полярной акулы

Гренландская полярная акула, или малоголовая полярная акула, или атлантическая полярная акула (лат. Somniosus microcephalus) — вид рода полярных акул семейства сомниозовых акул отряда катранообразных. Обитает в водах Северной Атлантики. Ареал простирается на север дальше, чем у прочих акул. Размножается яйцеживорождением. Эти медлительные акулы питаются рыбой и падалью. Являются объектом рыболовного промысла. Максимальная зарегистрированная длина 6,4 м. 

## Таксономия
Впервые вид был научно описан в 1801 году как Squalus microcephalus. Видовое название происходит от греческих слов κεφαλή — «голова» и  — «маленький». В 2004 году было установлено, что считавшиеся ранее гренландскими полярными акулы, обитающие в южной Атлантике и Южном океане, представляют собой самостоятельный вид Somniosus antarcticus.

## Ареал
Это самые северные и самые холодолюбивые из всех акул. Они широко распространены на севере Атлантического океана — у берегов Гренландии, Исландии, Канады (Лабрадор, Нью-Брансуик, Нунавут, остров Принца Эдуарда), Дании, Германии, Норвегии, России и США (Мэн, Массачусетс, Северная Каролина). Встречаются на континентальном и островном шельфе и в верхней части материкового склона от поверхности воды до глубины 2 200 м. Зимой в Арктике и Северной Атлантике гренландские полярные акулы попадаются в зоне прибоя, в мелких бухтах и устьях рек у поверхности воды. Летом они держатся на глубине от 180 до 550 м. В нижних широтах (залив Мэн и Северное море) эти акулы встречаются на континентальном шельфе, весной и осенью мигрируя на мелководье. Температура в местах их обитания — 0,6–12°C. Помеченные в конце весны подо льдом у Баффиновой земли акулы утром предпочитали держаться на глубине, а к полудню поднимались на мелководье и проводили там ночь.

## Описание
Максимальная зарегистрированная длина составляет 6,4 м, а масса — около 1 т. Самые крупные особи могут достигать 7,3 м и весить до 1,5 т. Однако в среднем длина этих акул колеблется в пределах 2,44–4,8 м, а масса не превышает 400 кг.
Голова удлинённая, расстояние от кончика рыла до грудных плавников у акулы длиной 2,99 м составляло 23% от общего размера. Рыло короткое и закруглённое. Массивное тело имеет форму цилиндра. Шипы у основания обоих спинных плавников отсутствуют. Спинные плавники маленькие, одинакового размера. Основание первого спинного плавника расположено ближе к брюшным, чем к грудным плавникам. Расстояние между спинными плавниками превышает дистанцию между кончиком рыла и второй жаберной щелью. Латеральные кили на хвостовом стебле отсутствуют. Хвостовой стебель короткий. Расстояние между основаниями второго спинного и хвостового плавника меньше удвоенной длины основания второго спинного плавника.
Жаберные щели очень малы для акулы такого размера. Окраска колеблется от бледного серо-кремового до чёрно-коричневого цвета. Как правило, она равномерная, но на спине могут быть белые пятна или тёмные полосы. Верхние и нижние зубы сильно различаются: нижние широкие, с большим уплощённым корнем и сильно скошенными к углам рта вершинами; верхние узкие и симметричные.

## Продолжительность жизни
Анализ учёных показал, что средняя продолжительность жизни гренландских полярных акул достигает как минимум 272 лет, что делает их долгожителями-рекордсменами среди позвоночных. Возраст самой большой акулы (длиной 5,02 м) исследователи оценили в 392 ± 120 лет, а особи, размер которых был менее 3 м, оказались моложе ста лет.

## Биология
Гренландские полярные акулы являются сверххищниками. Основу их рациона составляют рыбы: небольшие акулы, скаты, угри, сельди, мойва, гольцы, треска, морские окуни, рогатковые, зубатка, пинагор и камбала. Иногда акулы охотятся на тюленей. Следы зубов на телах мёртвых тюленей у берегов острова Сейбл и Новой Шотландии дают основание предположить, что зимой гренландские полярные акулы являются их основными врагами. При случае поедают и падаль: описаны случаи, когда в желудках полярных акул находили останки белых медведей и северных оленей. Известно, что их привлекает в воде запах гниющего мяса. Часто они в большом количестве собираются вокруг рыболовных судов.
На гренландских полярных акулах паразитирует веслоногий рачок Ommatokoita elongata. Он обладает способностью к биолюминесценции, благодаря чему, вероятно, у акул вокруг глаз может наблюдаться зеленоватое свечение.
Гренландские полярные акулы — одни из самых медлительных акул. Их средняя скорость — 1,6 км/ч, а максимальная — 2,7 км/ч, что вдвое меньше максимальной скорости тюленей. Поэтому учёные долгое время удивлялись тому, как эти неуклюжие рыбы способны охотиться на такую быструю добычу. Есть данные, что полярные гренландские акулы подкарауливают спящих тюленей.
Гренландская полярная акула — самый долгоживущий вид среди позвоночных с известной продолжительностью жизни (ранее таковым считался гренландский кит). Биологи полагают, что животное способно прожить около 500 лет. В 2010-13 гг. учёные проводили измерения длины туловища и радиоуглеродный анализ хрусталика глаза 28 гренландских акул. Оказалось, что самая длинная из них (более 5 м) родилась 272-512 лет назад (гренландская акула, по утверждениям учёных, в среднем растёт каждый год на один сантиметр). Такую высокую продолжительность жизни акул объясняют низким метаболизмом — например, половой зрелости самки достигают в 150 лет.
Триметиламиноксид, содержащийся в тканях гренландских полярных акул, помогает стабилизировать ферменты и структурные белки, которые иначе не функционировали бы должным образом из-за низкой температуры и высокого давления. Хотя летом температура вод Арктики может достигать 10 и даже 12°С, в середине зимы она может падать до −2°С. В таких условиях даже самые стабильные белки перестают нормально функционировать без химической защиты. В качестве антифриза организм полярных рыб вырабатывает гликопротеины. Полярные акулы накапливают мочевину и триметиламиноксид, чтобы предотвратить образование кристаллов льда и стабилизировать белки. На глубине 2200 м давление окружающей среды составляет около 220 ат или 220 кг/см2. Неудивительно, что в тканях гренландских полярных акул концентрация защитного вещества — триметиламиноксида — очень высока.

### Размножение
Половая зрелость у гренландских полярных акул наступает в возрасте примерно 150 лет. Самки созревают при длине тела 4,5 м, а самцы — при длине тела 3 м.
Гренландские полярные акулы яйцеживородящие. Период размножения приходится на лето. Самка вынашивает около 500 мягких эллипсоидальных яиц. Яйца имеют около 8 см в длину и лишены роговой капсулы. В помёте около 10 новорожденных длиной 90 см.

## Взаимодействие с человеком
Нападения на людей, приписываемые гренландским полярным акулам, крайне редки. Они обитают в холодных водах, где практически невозможно встретиться с человеком. Зафиксированы случаи, когда гренландская полярная акула преследовала группу дайверов и вынудила их подняться на поверхность воды, а в заливе Святого Лаврентия акула следовала за судном. Некоторые рыбаки считают, что гренландские полярные акулы портят снасти и истребляют рыбу, и расценивают их как вредителей. Поэтому при поимке они отрубают акулам хвостовой плавник и выбрасывают их за борт. Будучи пойманными, гренландские полярные акулы практически не оказывают сопротивления.
С середины XIX в. и до 1960-х гг рыбаки Гренландии и Исландии добывали до 50 000 гренландских полярных акул в год. В некоторых странах промысел продолжается и по сей день. Акул добывают ради жира печени. Сырое мясо ядовито вследствие высокого содержания мочевины и триметиламиноксида; оно вызывает отравление не только у людей, но и у собак. Это отравление сопровождается конвульсиями и может привести к гибели. Путём продолжительной обработки из мяса полярных акул готовят традиционное исландское блюдо хаукартль. Иногда эти акулы в качестве прилова попадаются при добыче палтуса и креветок. 
Международный союз охраны природы присвоил этому виду статус сохранности «Близкий к уязвимому положению».

### Эскимосские легенды о гренландских полярных акулах
В тканях гренландской акулы высоко́ содержание мочевины, что послужило поводом для создания легенды о происхождении акул. Как рассказывает легенда, одна женщина вымыла свои волосы мочой и растянула их сушиться на веревке рядом с тряпьём. Ветер подхватил тряпьё и бросил его в море. Так появилась скалугсуак — гренландская полярная акула.
Когда молодая эскимосская девушка сказала своему отцу, что хочет выйти замуж за птицу, тот убил её жениха и выбросил дочь за борт каяка в море, но она уцепилась за борт руками. Тогда он отрезал ей пальцы. Девушка, которую звали Седна, ушла в глубину, где стала богиней, а каждый из её отрезанных пальцев превратился в какое-нибудь морское животное, в том числе и в гренландскую полярную акулу. Акуле было поручено отомстить за Седну и однажды, когда отец девушки рыбачил, она опрокинула каяк, а его самого съела. Когда эскимос умирает подобным образом, туземцы говорят, что акулу послала Седна.